# Plastique
Plastique è un personaggio dei fumetti pubblicati dalla DC Comics. È una supercriminale comparsa per la prima volta in Fury of Firestorm n. 7 (dicembre 1982), creata da Gerry Conway e Pat Broderick.

## Biografia del personaggio
Bette Sans Souci venne presentata come una terrorista che tentò di costringere la separazione del Québec dal resto del Canada. Comparendo per la prima volta in Fury of Firestorm n. 7 (dicembre 1982), fece altre apparizioni durante la permanenza di Conway come scrittore della serie. Cominciò poi a comparire nella prima serie di Captain Atom dal 1986 in poi, dapprima descritta e raffigurata come una nemica, per poi far evolvere la relazione verso il romanticismo.

### Firestorm
Nella sua prima apparizione, Plastique tentò di causare un'esplosione di massa contro il New York Herald-Express (un giornale immaginario dell'universo DC), utilizzando una serie di bombe attaccate al suo costume, solo per farsi vaporizzare il costume da Firestorm, che la lasciò nuda ed umiliata davanti al pubblico, mentre portava le bombe ad esplodere in un'area deserta. Successivamente, via ingegneria genetica, Plastique ottenne il potere di proiettare la forza esplosiva al di fuori del corpo.
La sua azione più grande, come terrorista, fu descritta nella sua prima apparizione in Captain Atom (vol. 1), dove tentò di distruggere il Palazzo del Parlamento Canadese a Ottawa, e la Statua della Libertà a New York, così come il tentativo di assassinare il Presidente degli Stati Uniti ed il Primo Ministro Canadese. I suoi piani furono sventati e fu catturata da Capitan Atomo.

### Suicide Squad
Divenne membro della Suicide Squad per la durata di una singola missione. Tentò di tradire la squadra durante la seconda operazione, in Qurac (sotto il comando di Amanda Waller), ma fu scoperta e fermata dal collega Nemesis, e successivamente fu sottoposta al lavaggio del cervello perché i suoi ricordi riguardo alla Squadra venissero cancellati. I suoi seguaci, infine, l'abbandonarono dopo essere stati disillusi dall'utilizzare la violenza e la forza per portare avanti il loro sogno. Poi, divenne un mercenario e venne riformata, ottenendo poco dopo un perdono dagli Stati Uniti per i suoi crimini basati sui servizi resi al "Progetto Capitan Atomo", così come una risposta simile ma più modesta da parte delle autorità canadesi.

### Matrimonio
Plastique divenne la fidanzata di Capitan Atomo, sebbene la relazione finì con l'inizio degli eventi di Armageddon: 2001. Dopo la ricomparsa del presente di allora, il fidanzamento fu rinnovato e Plastique fu invitata tra i ranghi della fazione della "Extreme Justice" della Justice League e celebrò la sua festa di nubilato prima che la serie Extreme Justice venisse cancellata nel 1996.
Il matrimonio fu noto per non essere stato descritto nei fumetti, ma per essere stato implicato nella miniserie The L.A.W., dato che ebbe luogo tra la cancellazione di Extreme Justice ed il primo numero di The L.A.W.. Plastique fece una manciata di apparizioni da allora, più che altro cameo, nella serie. Fu però confermato che durante gli eventi di Captain Atom: Armageddon, in cui Capitan Atomo affermò che il suo matrimonio fu davvero breve, il matrimonio cominciò con inconciliabili differenze, più che altro punti di vista politici, tra i due.

### Status attuale
In Justice League of America n. 1, Signalman informò Black Lightning che Plastique si era alleata con Electrocutioner in un'associazione conosciuta come Bomb Squad. Da lì, comparve in Checkmate (prima serie) come membro della Suicide Squad. Apparentemente, lei e Capitan Atomo, ora, sono separati, portando il personaggio sulla vecchia strada da criminale.
Durante la 34ª Settimana di 52, Plastique e l'Elettrocutore comparvero come parte di un'operazione della Suicide Squad contro Black Adam. Successivamente, operò in Checkmate (seconda serie), ancora nelle vesti di criminale. In Countdown, comparve come membro della Suicide Squad per aiutarli a catturare Trickster e il Pifferaio Magico.

## Poteri e abilità
Originariamente, Plastique indossava un costume coperto di esplosivo al plastico, che poteva far detonare manualmente. In seguito acquista l'abilità di poter proiettare le esplosioni dal suo corpo con la volontà, e di fare esplodere gli oggetti solo toccandoli.

## Altri media

### Justice League Unlimited
Nell'episodio "Task Force X" della serie animata Justice League Unlimited, Bette Sans Souci è un'esperta di esplosivi. Plastique possiede un'avanzata conoscenza della complessità e dell'utilizzo delle armi da demolizione. Fu assegnata alla Task Force X, insieme a Rick Flagg, Deadshot, Capitan Boomerang e al Re degli Orologi, in una pericolosa missione per infiltrarsi nella Torre di Guardia spaziale della Justice League e rubare un automa magico chiamato l'Annichilatore. Saltò in aria a causa di uno dei suoi esplosivi fatti detonare da Deadshot perché il gruppo potesse scappare. Era ancora viva, quando la si vide alla fine, probabilmente poiché Capitan Atomo assorbì la maggior parte del calore dell'esplosione. Non è chiaro se sopravvisse o se morì, ma in ogni caso rimase sfigurata.

### Smallville
Il secondo episodio dell'ottava stagione Plastique della serie televisiva Smallville, coinvolge una versione più giovane di Bette Sans Souci. In questa continuity, Plastique ottenne i suoi poteri durante la pioggia di meteoriti che avvenne nell'episodio Commencement, finale della quarta stagione, dove la si vide catturata dalla LuthorCorp e imprigionata per tre anni prima di evadere. A causa di ciò, fu costretta a muoversi di città in città, incontrando spesso impiegati della LuthorCorp che volevano catturarla. Verso la fine dell'episodio, fu reclutata da Tess Mercer per fare parte di una squadra speciale, come la descrisse Mercer. A differenza dei fumetti, possiede il potere di fare esplodere gli oggetti grazie ad un raggio ottico, piuttosto che toccandoli. Nell'episodio dell'ottava stagione "Injustice", Bette ritornò ancora, al fianco del Parassita, Live Wire, e Neutron, che formarono una squadra di "cattivi da meteoriti" in cerca di Doomsday.

### The Flash
Plastique compare nella quinta puntata della prima stagione della serie televisiva The Flash. Qui è un membro dell'esercito americano, che dopo essere stata colpita da alcuni frammenti di una mina in Afghanistan, viene ricoverata a Central City, dove poi viene investita dall'esplosione dell'acceleratore di particelle degli STAR Labs, diventando una metaumana. Riesce a far esplodere gli oggetti con il solo tocco. Dopo un breve confronto con Flash, l'eroe e la sua squadra decidono di aiutarla. Verrà poi uccisa da un colpo di pistola alla fine dell'episodio.